# 巴特爾希爾鎮區 (堪薩斯州麥克弗森縣)
巴特爾希爾鎮區（英語：Battle Hill Township）為美國堪薩斯州麥克弗森縣轄下的鎮區。2010年美国人口普查中此鎮區人口有104人。

## 地理
巴特爾希爾鎮區涵蓋總面積為93.0平方（35.92平方英里），其中陸地面積為92.6平方（35.77平方英里），水域面積為0.39平方（0.15平方英里）或0.42%。

## 人口統計
根據2010年美國人口普查，巴特爾希爾鎮區人口有104人，其中男性有58人，女性有46人，人口密度為每平方公里1.12人，住房計56戶。鎮區內的白人有101人，非裔美國人有0人，美洲原住民有1人，亞裔美國人有0人，太平洋島裔美國人有0人，其他種族有1人，混血種族則有1人。此外鎮區內有1人為西班牙裔或拉丁裔美國人。此鎮區之年齡中位數為50.5歲，而男性年齡中位數為50.0歲，女性年齡中位數為52.0歲。